# بنجامین رنر
بنجامین رنر (به انگلیسی: Benjamin Renner) کاریکاتوریست، انیماتور و فیلمساز فرانسوی است. رنر و تهیه کنندگان دیگرش در سال ۲۰۱۴ نامزد جایزه اسکار در بخش بهترین انیمیشن بلند برای فیلم ارنست و سلستین شدند. او پیش از این کارگردانی کوتاه La queue de la souris (دم موش) را در سال 2008 بر عهده داشت. در سال ۲۰۱۵ او کمیک روباه بد گنده و قصه‌های دیگر... را منتشر کرد؛ سپس آن را به عنوان یک فیلم داستانی منتشر کرد که در سال ۲۰۱۷ منتشر شد، روباه بد گنده و قصه‌های دیگر... .

## فیلم‌شناسی
- ارنست و سلستین (۲۰۱۵)
- روباه بد گنده و قصه‌های دیگر… (۲۰۱۷)
- مهاجرت (۲۰۲۳)